# خربة روحه
خربة روحا هي إحدى القرى اللبنانية من قرى قضاء راشيا في محافظة البقاع.

## أعلام
- أحمد اللدن
- برهان الدين البقاعي